# کره تحت‌القمری

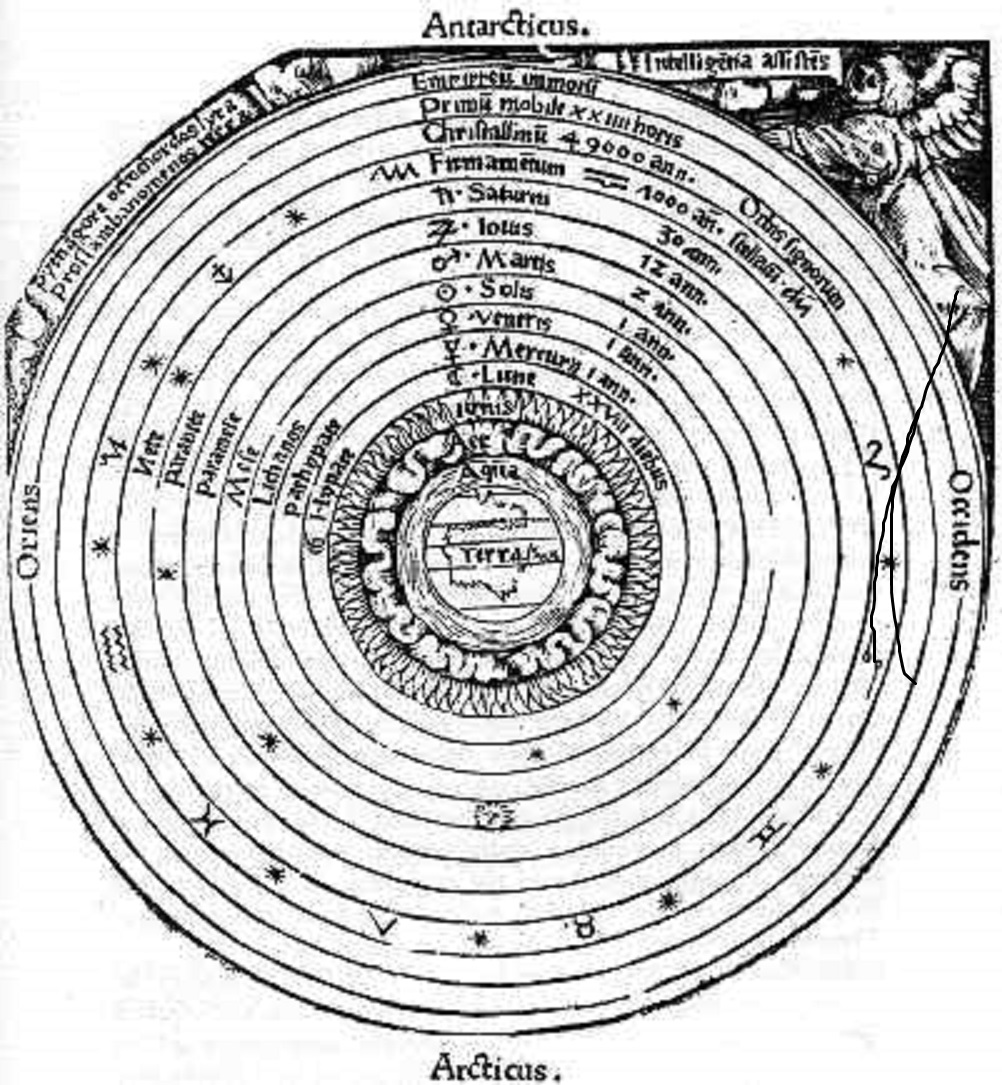
کره تحت‌القمری

در فیزیک ارسطویی و اخترشناسی یونانی کره تحت‌القمری (انگلیسی: Sublunary sphere) ناحیه زیر ماه کیهان زمین‌مرکزی است که از عناصر چهارگانه یا همان آب، خاک، هوا و آتش تشکیل شده است.